# Kemranggon
Kemranggon is een bestuurslaag in het regentschap Banjarnegara van de provincie Midden-Java, Indonesië. Kemranggon telt 2657 inwoners (volkstelling 2010).